# HC Rakovník
HC Rakovník (celým názvem: Hockey Club Rakovník) je český klub ledního hokeje, který sídlí v Rakovníku ve Středočeském kraji. Svůj současný název nese od roku 2015. Od sezóny 2009/10 působí ve Středočeské krajské lize, čtvrté české nejvyšší soutěži ledního hokeje. Klubové barvy jsou modrá a bílá.
TJ (SK) Rakovník byla založena v roce 1932 pod názvem Plavecko - bruslařský klub, později existovala pod názvy Spartak Rakovník, Lokomotiva Rakovník a v letech 1948-1991 jako TJ TZ Rakovník. Od roku 1991 je provozovatelem Zimního stadionu Rakovník TJ HC Rakovník zaregistrovaný u ČSTV ČR 25. 6. 1991. Současným vlastníkem veškerých nemovitostí spravovaných TJ HC Rakovník je Město Rakovník. V devadesátých letech minulého století dochází pod samostatným vedením TJ HC Rakovník v úzké spolupráci s Městem Rakovník k expansivnímu rozvoji celého areálu. Původní nekryté kluziště bylo v letech 1995–96 zastřešeno, opatřeno novou betonovou plochou a mantinely.
Své domácí zápasy odehrává na rakovnickém zimním stadionu, který nese název Pakli Aréna, s kapacitou 780 diváků.

## Historické názvy
Zdroj:
- 1932 – PBK Rakovník (Plavecko - bruslařský klub Rakovník)
- TJ Spartak Rakovník (Tělovýchovná jednota Spartak Rakovník)
- TJ Lokomotiva Rakovník (Tělovýchovná jednota Lokomotiva Rakovník)
- 1948 – TJ TZ Rakovník (Tělovýchovná jednota TZ Rakovník)
- 1991 – TJ HC Rakovník (Tělovýchovná jednota HC Rakovník)
- 2015 – HC Rakovník (Hockey Club Rakovník)

## Přehled ligové účasti
Stručný přehled
Zdroj:
- 1939–1940: Balounkova I. B třída – sk. Západ (3. ligová úroveň v Protektorátu Čechy a Morava)
- 1949–1950: Středočeská I. třída – sk. C (3. ligová úroveň v Československu)
- 2003–2009: Středočeský krajský přebor (4. ligová úroveň v České republice)
- 2009–2017: Středočeská krajská liga (4. ligová úroveň v České republice)
- 2017– : Středočeská krajská liga – sk. Západ (4. ligová úroveň v České republice)

Jednotlivé ročníky
Zdroj:
Legenda: ZČ - základní část, červené podbarvení - sestup, zelené podbarvení - postup, fialové podbarvení - reorganizace, změna skupiny či soutěže
| Protektorát Čechy a Morava (1939 – 1944) |                                      |           |           |                                       |              |
| Sezóny                                   | Soutěž                               | Úroveň    | ZČ        | Play-off, nadstavba, sk. o udržení... | Poznámky     |
| 1939/40                                  | Balounkova I. B třída – sk. Západ    | 3. úroveň | 4. místo  |                                       | Reorganizace |
| ...                                      |                                      |           |           |                                       |              |
| Československo (1945 – 1993)             |                                      |           |           |                                       |              |
| Sezóny                                   | Soutěž                               | Úroveň    | ZČ        | Play-off, nadstavba, sk. o udržení... | Poznámky     |
| ...                                      |                                      |           |           |                                       |              |
| 1949/50                                  | Středočeská I. třída – sk. C         | 3. úroveň | ?. místo  |                                       | Reorganizace |
| ...                                      |                                      |           |           |                                       |              |
| Česko (1993 – )                          |                                      |           |           |                                       |              |
| Sezóny                                   | Soutěž                               | Úroveň    | ZČ        | Play-off, nadstavba, sk. o udržení... | Poznámky     |
| ...                                      |                                      |           |           |                                       |              |
| 2003/04                                  | Středočeský krajský přebor           | 4. úroveň | 10. místo |                                       |              |
| 2004/05                                  | Středočeský krajský přebor           | 4. úroveň | 4. místo  |                                       |              |
| 2005/06                                  | Středočeský krajský přebor           | 4. úroveň | 7. místo  |                                       |              |
| 2006/07                                  | Středočeský krajský přebor           | 4. úroveň | 9. místo  |                                       |              |
| 2007/08                                  | Středočeský krajský přebor           | 4. úroveň | 5. místo  |                                       |              |
| 2008/09                                  | Středočeský krajský přebor           | 4. úroveň | 4. místo  | Semifinále                            | Reorganizace |
| 2009/10                                  | Středočeská krajská liga             | 4. úroveň | 1. místo  | Finále                                |              |
| 2010/11                                  | Středočeská krajská liga             | 4. úroveň | 3. místo  | Čtvrtfinále                           |              |
| 2011/12                                  | Středočeská krajská liga             | 4. úroveň | 2. místo  | Semifinále                            |              |
| 2012/13                                  | Středočeská krajská liga             | 4. úroveň | 1. místo  | Semifinále                            |              |
| 2013/14                                  | Středočeská krajská liga             | 4. úroveň | 1. místo  | Vítěz                                 | Kvalifikace  |
| 2014/15                                  | Středočeská krajská liga             | 4. úroveň | 8. místo  | Čtvrtfinále                           |              |
| 2015/16                                  | Středočeská krajská liga             | 4. úroveň | 3. místo  | Semifinále                            |              |
| 2016/17                                  | Středočeská krajská liga             | 4. úroveň | 7. místo  | Čtvrtfinále                           | Reorganizace |
| 2017/18                                  | Středočeská krajská liga – sk. Západ | 4. úroveň | 2. místo  | Čtvrtfinále                           |              |
| 2018/19                                  | Středočeská krajská liga – sk. Západ | 4. úroveň | 3. místo  | Čtvrtfinále                           |              |
| 2019/20                                  | Středočeská krajská liga – sk. Západ | 4. úroveň |           |                                       |              |